# Seleção Chilena de Polo
A Seleção Chilena de Polo é a seleção nacional de polo do Chile. É administrada pela Federación Chilena de Polo (FCP) e representa o Chile nas competições internacionais de polo.
É uma das seleções nacionais mais bem-sucedidas na história do Campeonato Mundial de Polo, tendo conquistado o título em 2 ocasiões: 2008 e 2015.

## Torneios

### Olimpíadas
O polo foi introduzido nos Jogos Olímpicos na edição de Paris 1900. Com participações intercaladas em outras três Olimpíadas, o polo foi removido do programa olímpico após os Jogos de Berlim 1936, a seleção chilena, contudo, jamais teve participação olímpica.

### Campeonatos do Mundo
A Seleção Chilena de Polo chegou a 4 finais de Campeonato do mundo, tendo conquistado dois títulos, estando somente atrás de Argentina e Brasil como as seleções com mais êxitos nos Campeonatos do Mundo.
| Ano  | Sede             | Classificação     | Ref.   |
| ---- | ---------------- | ----------------- | ------ |
| 1987 | Buenos Aires     | Não se qualificou | [ 8 ]  |
| 1989 | Berlim           | 4º lugar          | [ 9 ]  |
| 1992 | Santiago         | 2                 | [ 10 ] |
| 1995 | São Maurício     | Não se qualificou | [ 11 ] |
| 1998 | Santa Barbara    | Não se qualificou | [ 12 ] |
| 2001 | Melbourne        | Não se qualificou | [ 13 ] |
| 2004 | Chantilly        | 3                 | [ 14 ] |
| 2008 | Cidade do México | 1                 | [ 3 ]  |
| 2011 | Estancia Grande  | 1ª fase           | [ 15 ] |
| 2015 | Santiago         | 1                 | [ 4 ]  |
| 2017 | Sydney           | 2                 | [ 16 ] |

### Outros torneios
O Campeonato do Mundo de Polo na Neve, contou com a presença da seleção chilena em várias ocasiões, a melhor colocação foi um 3º lugar, conquistado na edição de 2016.

## Galeria

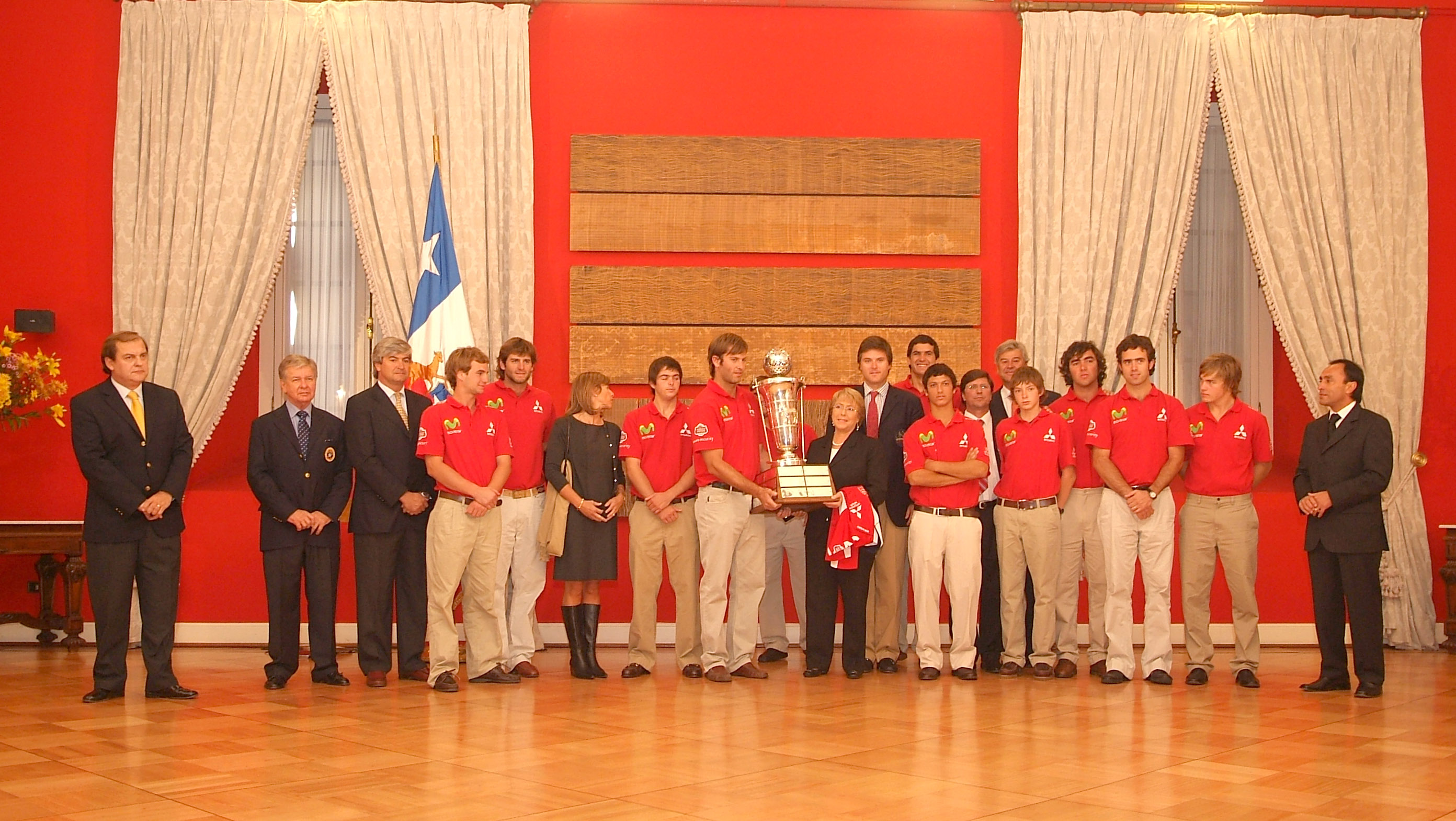
A presidente do Chile, Michele Bachelet, com os campeões mundiais de 2008
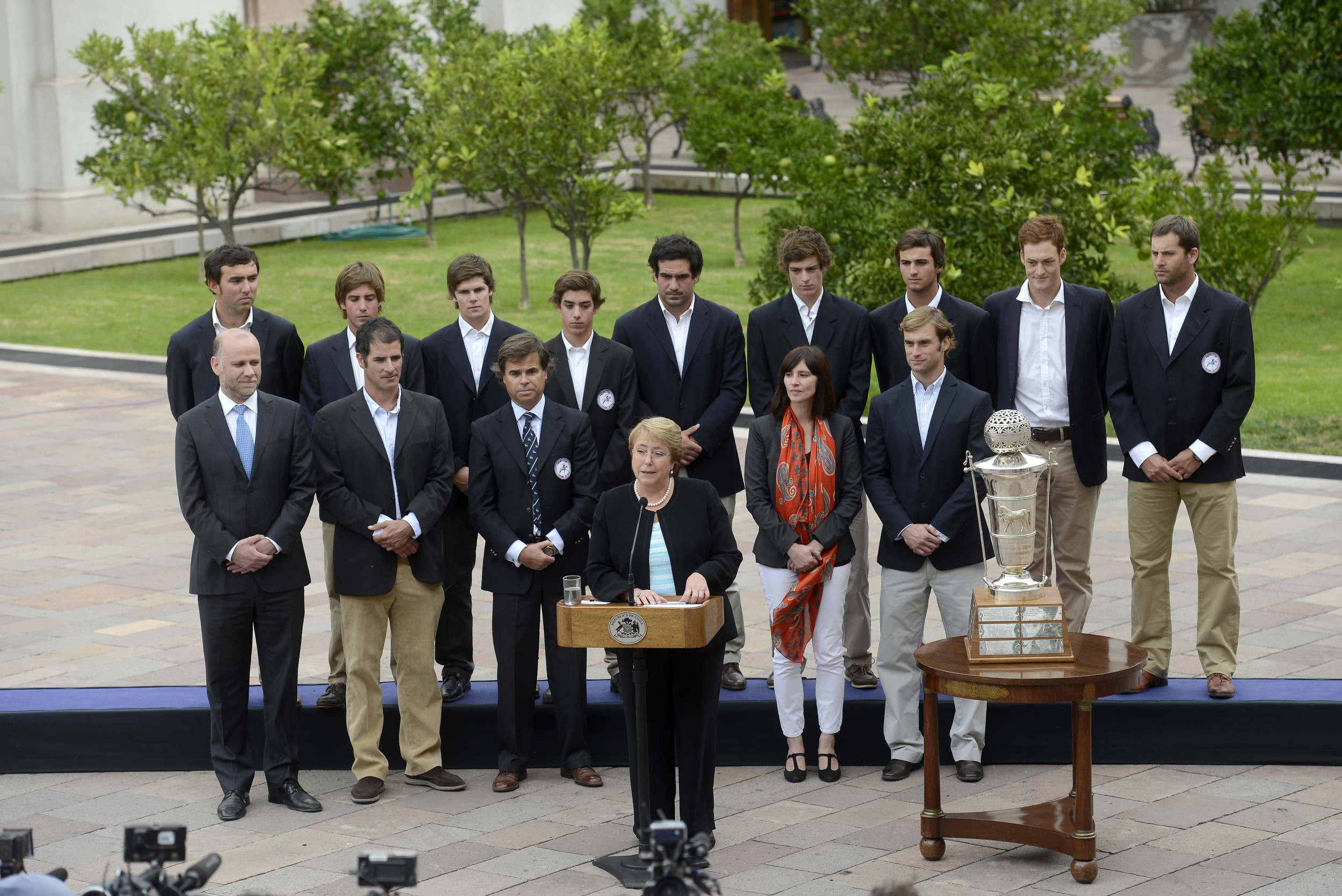
Os campeões mundiais de 2015